# Atyaephyra strymonensis
Atyaephyra strymonensis is een garnalensoort uit de familie van de Atyidae. De wetenschappelijke naam van de soort is voor het eerst geldig gepubliceerd in 2012 door Christodoulou, Antoniou, Magoulas en Koukouras.